# Las Bonitas
Cet article possède un paronyme, voir Bonitas.
Las Bonitas est la capitale de la paroisse civile d'Altagracia de la municipalité de Cedeño de l'État de Bolívar au Venezuela.